# Alpinestars
Alpinestars — британский музыкальный дуэт из Манчестера, образованный в 1999 году Ричардом Вулгаром (Richard Woolgar) и Глином Томасом (Glyn Thomas). Наибольшую известность принёс им сингл «Carbon Kid», записанный при участии фронтмена рок-группы Placebo Брайана Молко. Выпустив два студийных альбома, коллектив прекратил существование в середине 2000-х годов.

## История
Вулгар и Томас познакомились в 1995 году, будучи участниками манчестерских коллективов, которые они вскоре покинули, чтобы образовать группу Maxim, просуществовавшую недолгое время в отличие от их дружбы. В феврале 1999 года, когда музыканты сидели без дела, промоутер местного клуба Homoelectric нанял их для часового сета перед выступлениями основных диджеев на ежемесячной вечеринке. Безымянный дуэт имел успех у публики и через три дня был приглашён на лейбл Faith & Hope. Коллектив назвался в честь старенького горного велосипеда Глина Томаса. Три мини-альбома, выпущенные на грампластинках ограниченным тиражом, и сингл «77 Sunset Strip» предшествовали выходу в свет дебютной долгоиграющей пластинки B.A.S.I.C. 18 сентября 2000 года. Большую часть диска составляли инструментальные электронные композиции, и, по мнению рецензента Allmusic, его звучание было слишком похоже на музыку группы Air. В том же году Alpinestars начали гастролировать, выступали на разогреве у Death in Vegas, Doves, Saint Etienne и на фестивалях Creamfields, Рединг и Лидс, Гластонбери. Они также создавали ремиксы для Elastica, Placebo, Mint Royale, Mekon и Soulwax.
В 2001 году дуэт покинул Faith & Hope и стал одним из первых исполнителей, заключивших контракт с лейблом Riverman Records. 17 июня 2002 года вышел их следующий альбом White Noise, материал которого тяготел к песенной форме; вокал на треках записывали как Вулгар, так и Томас, а Брайан Молко спел в качестве приглашённой звезды на сингле «Carbon Kid», занявшем 63-ю строку национального чарта Великобритании. Мнения музыкальных критиков в отношении диска разошлись. Весной 2003 года был выпущен сингл «Burning Up», которому суждено было стать последним релизом Alpinestars.
Группа работала над третьим студийным альбомом Time Spent with Machines с продюсерами Димитрием Тиковоем и Робом Кирваном. Диск был завершён к 2005 году и должен был выйти на лейбле Third Man Recordings, однако этого так и не случилось. Глин Томас занялся продюсированием, а в конце 2006 года начал новый проект под именем Люсьен Кейн (Lucien Caine).

## Дискография

### Студийные альбомы
- B.A.S.I.C.[англ.] (2000)
- White Noise (2002)
- Time Spent with Machines (не выпущен)

### Мини-альбомы
- Silicon Chick (1999)
- Less Vegas (1999)
- Kitzbühel Weekend (2000)

### Синглы
| Год  | Сингл                            | №   |
| ---- | -------------------------------- | --- |
| 2000 | «77 Sunset Strip»                | 139 |
| 2001 | «Interlaken»                     | 119 |
| 2002 | «Snow Patrol»                    | 99  |
| 2002 | «Carbon Kid» (feat. Brian Molko) | 63  |
| 2003 | «Burning Up»                     | 84  |